# Diario Popular
Diario Popular es un diario argentino que empezó a editarse el 1 de julio de 1974. Es el tercero en ventas de Argentina, solo superado por Clarín y La Nación. Tuvo un crecimiento sostenido en ventas entre 2004 y 2011. Desde entonces cayó hasta los 79.943 ejemplares en 2014, cuando llegó al tercer año consecutivo de caída en sus ventas diarias, en un contexto de caída general de la circulación de medios gráficos.

## Versión papel
Información del diario
- El día domingo la venta es de 135 000 ejemplares.
- Los lectores son en su mayoría del segmento C y D.

Hitos históricos del diario
- Es el primer diario que utilizó color en sus páginas.
- Fue el primero que separó al Deporte de su cuerpo central, para dedicarle un suplemento exclusivo.
- Fue el primero en desarrollar los suplementos zonales.

Diario Popular en el interior
- Diario Popular se edita en forma conjunta con diarios del interior donde la publicidad de la versión nacional, también está incluida en la versión interior.
- Diario Época de Corrientes.
- Diario Primera Línea de Chaco.
- Diario El Cordillerano de Bariloche.
- La Opinión Austral de Río Gallegos.
- Estos diarios suman 13 500 ejemplares adicionales.